# San Jacinto (Pangasinan)
San Jacinto ist eine Stadtgemeinde in der philippinischen Provinz Pangasinan. Im Jahre 2015 wohnten in dem 31,56 km² großen Gebiet 40.848 Menschen, wodurch sich eine Bevölkerungsdichte von 1294 Einwohnern pro km² ergab. San Jacinto wurde bereits 1601 gegründet. Hier spielt die Landwirtschaft die wichtigste wirtschaftliche Rolle. Neben Getreide wird auch viel Tabak angebaut.
San Jacinto ist in folgende 19 Barangays unterteilt:
| - Awai - Bolo - Capaoay - Casibong - Imelda - Guibel - Labney - Magsaysay - Lobong - Macayug | - Bagong Pag-asa - San Guillermo - San Jose - San Juan - San Roque - San Vicente - Santa Cruz - Santa Maria - Santo Tomas |